# Dura Convertible Systems
Dura Convertible Systems war ein auf Cabrioletverdecke spezialisierter amerikanischer Zulieferer der Automobilindustrie und ist Teil der Collins & Aikman Corp.

## Fertigung
Dura Convertible Systems lieferte ab 1982 unter anderem Verdecksysteme für
- Chrysler LeBaron
- Chevrolet Corvette
- Ford Mustang

Diese zum Teil langjährigen Kontrakte hat Dura kürzlich an seine Wettbewerber verloren. Der Auftrag für den Chrysler Sebring ging ebenso wie für den Ford Mustang an Karmann. Magna International Tochter Car Top Systems errang den Auftrag für die Chevrolet Corvette.